# バルベリーニ広場

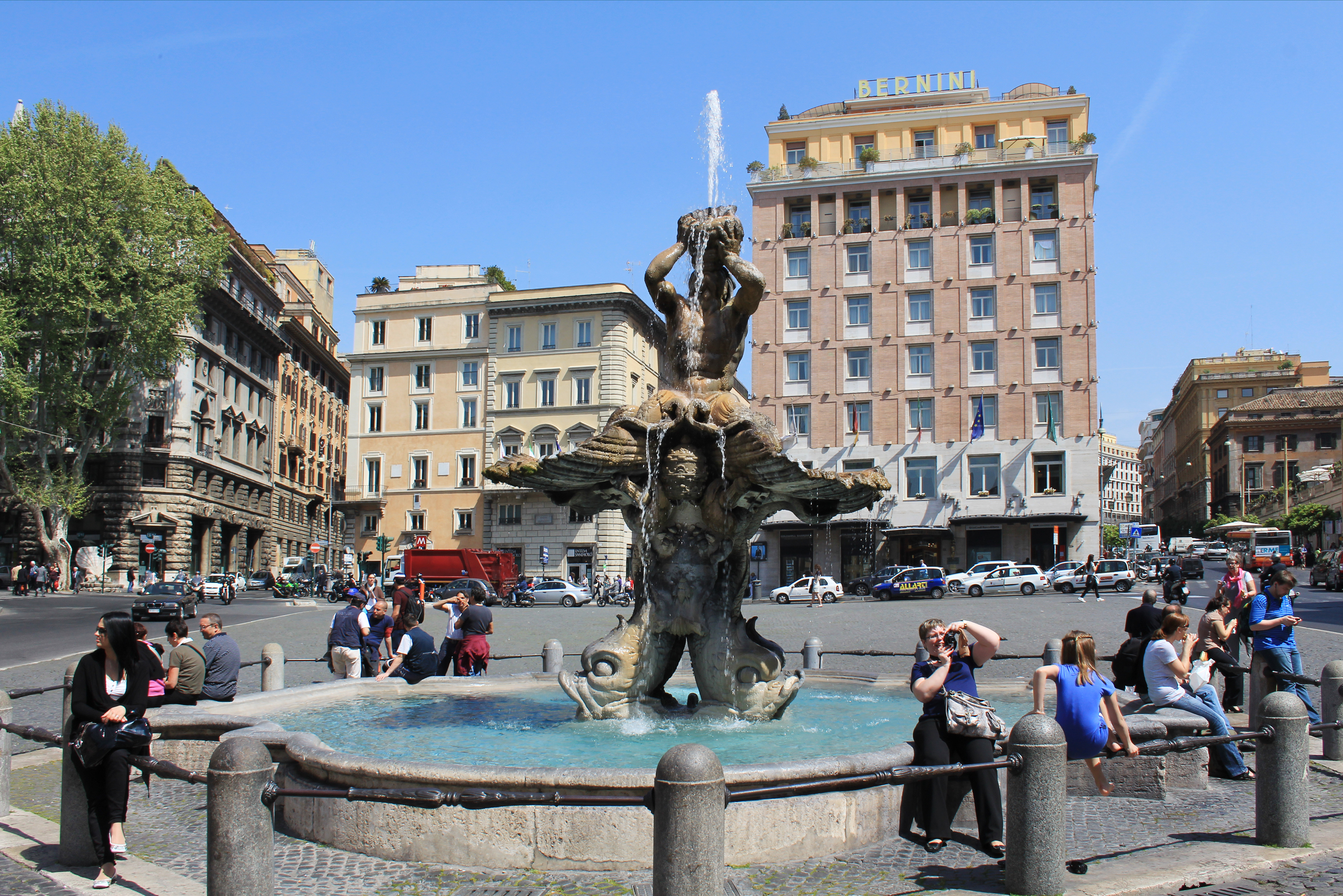
バルベリーニ広場中央にあるトリトーネの噴水。噴水の西に立ち東を向いて撮られた写真。左奥には蜂の噴水も見える。見切れた右側にパラッツォ・バルベリーニがある。建物の前に赤いトラックがあるが、その裏手にメトロの入り口がある（Mの標識がある）。

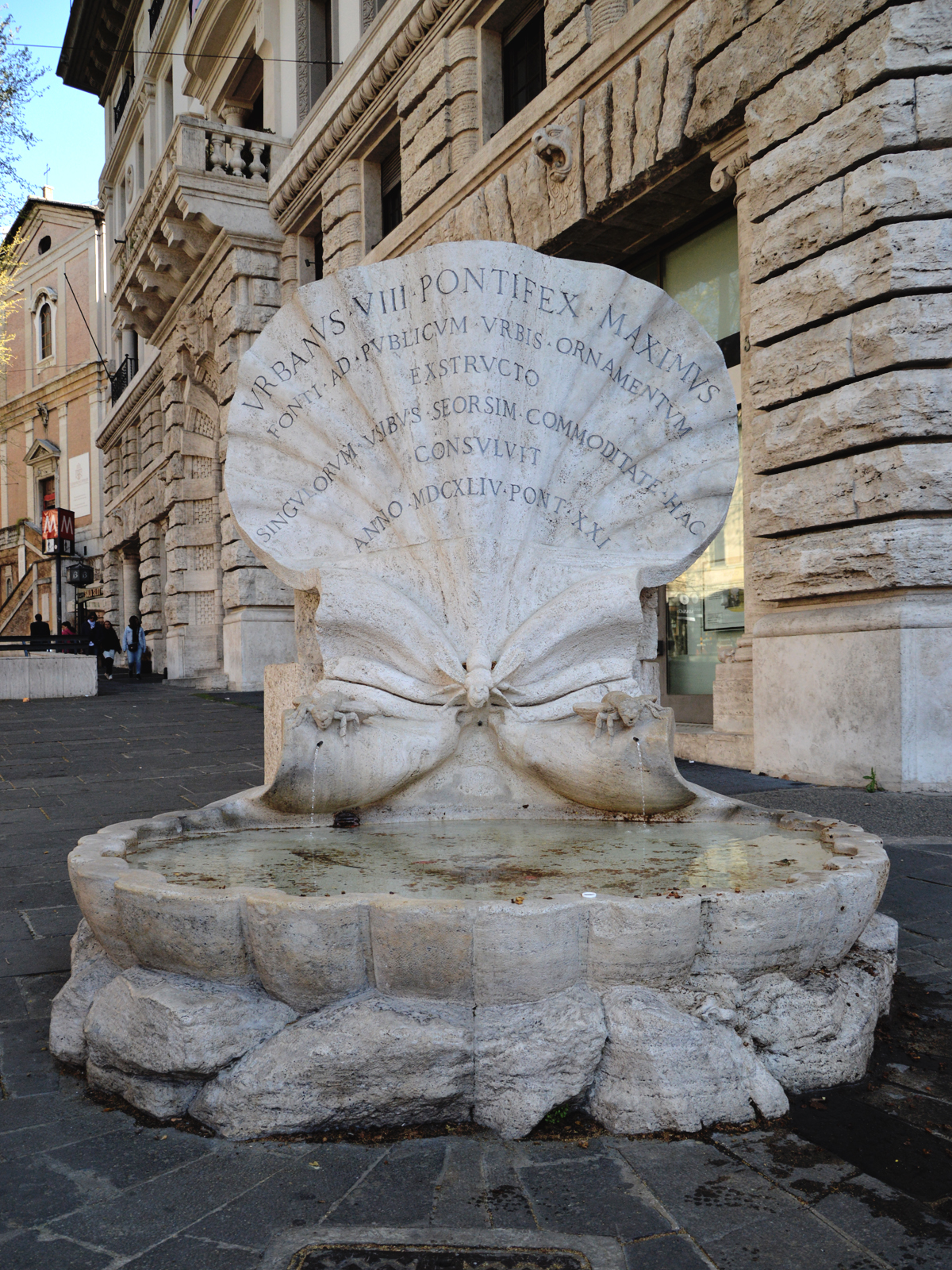
蜂の噴水（2018年4月）

バルベリーニ広場（バルベリーニひろば、イタリア語: Piazza Barberini）はイタリアのローマにある広場。クイリナーレの丘とピンチョの丘の合間に位置する。
広場の名称は、すぐ南にあるバルベリーニ家の宮殿、パラッツォ・バルベリーニに由来する。そこはかつてはスフォルツァ家の所有地であり、この広場も1625年ごろからはスフォルツァ広場と呼ばれていた。さらにその前、16世紀中ごろには“piazza Grimana”と呼ばれていたらしく、その痕跡はvia degli Avignonesi街に残るプレートに見られる。なお、パラッツォ・バルベリーニは1633年ごろに完成している。
『即興詩人』（アンデルセン）は以下のように始まる。
「ピアツツア、バルベリイニ」がすなわちバルベリーニ広場である。「貝殼持てるトリイトンの神の像に造り做したる、美しき噴井」はウルバヌス8世（マッフェオ・ヴィンチェンツォ・バルベリーニ）の命によりベルニーニが制作したトリトーネの噴水のことで、1643年に完成したもの。ヴィットーリオ・ヴェーネト街、バルベリーニ街、トリトーネ街などの複数の街路が集まる、市内交通の要所となっている。ヴィットーリオ・ヴェーネト街の入り口にある蜂の噴水もベルニーニ作で、かつては同じく広場に接続するシスティーナ街の入り口にあった。
1980年、ローマ地下鉄A線が開通すると、バルベリーニ駅が開業した。